# 大野武雄
大野 武雄（おおの たけお、1944年6月23日 - ）は、日本の脚本家。映像作品を主に執筆している。東京都出身。

## 略歴
大学在学中にドラマ『コメットさん』で脚本家デビュー。大学卒業後は銀行員、芸能プロダクションのデスクワークなどを経て、関西ローカルの刑事ドラマ『部長刑事』を機に本格的に脚本業を再開した。以来『特捜最前線』『西部警察』『名探偵コナン』などのアクション・ミステリ物を多数手掛ける。

## 作風
1970年代から1980年代にかけて刑事ドラマでの登板が多く、同ジャンルには欠かせない存在の1人であった。その作風はある理由で不幸な境遇に見舞われた人物の悲劇を非情かつ極限にまで描き、そのキャラクターを窮地に追い込むという作劇である。そのため、レギュラー刑事の退場劇を任されることが多い。ハードアクションから人間ドラマ、サスペンスまで幅広くこなす。

## 脚本作品

### テレビドラマ
- 『連続アクチュアルドラマ部長刑事』（朝日放送）
- 『コメットさん』（1968年、国際放映・TBS）
- 『仮面ライダー』（1972年、毎日放送・東映）
- 『非情のライセンス（第1シリーズ）』（1973年、東映・NET）
- 『へんしん!ポンポコ玉』（1973年、国際放映・TBS）
- 『おしどり右京捕物車』（1974年、松竹・朝日放送 )
- 『夜明けの刑事』（1974 - 1977年、大映テレビ・TBS）
- 『TOKYO DETECTIVE 二人の事件簿』（1975年、大映テレビ・朝日放送）
- 『傷だらけの天使』（1975年、日本テレビ・東宝・渡辺企画）
- 『仮面ライダーストロンガー』（1975年、毎日放送・東映）
- 『新・二人の事件簿 暁に駆ける!』（1976 - 1977年、大映テレビ・朝日放送）
- 『新・夜明けの刑事』（1977年、大映テレビ・TBS）
- 『明日の刑事』（1977 - 1979年、大映テレビ・TBS）
- 『特捜最前線』（1977 - 1987年、テレビ朝日・東映）
- 『大都会 PARTIII』（1978 - 1979年、石原プロモーション・日本テレビ）
- 『鉄道公安官』（1979 - 1980年、テレビ朝日・東映）
- 『西部警察』（1979 - 1982年、石原プロモーション・テレビ朝日）
- 『爆走!ドーベルマン刑事』（1980年、テレビ朝日・東映）
- 『走れ!熱血刑事』（1980 - 1981年、勝プロダクション・テレビ朝日）
- 『警視庁殺人課』（1981年、テレビ朝日・東映・藤映像コーポレーション）
- 『土曜ワイド劇場』
  - 『混浴露天風呂連続殺人シリーズ』（朝日放送・テレパック）
  - 『花吹雪美人スリ三姉妹シリーズ』（ABC・東通企画）
  - 『新・赤かぶ検事奮戦記4・飛騨路を火魔が走る!・墓の赤印は殺人予告』（1997年、ABC・松竹）
  - 『新・赤かぶ検事奮戦記6・北アルプス安房峠美女殺人事件・白骨温泉『泡の湯』に残された花と高山蝶の謎』（1998年、ABC・松竹）
  - 『新・赤かぶ検事奮戦記9・郡上八幡盆踊り完全犯罪殺人・秘湯！濁河温泉で密会したカップルの謎』（1999年、ABC・松竹）
  - 『新・赤かぶ検事奮戦記11・紫式部があやつる連続殺人・下呂～高山～新平潟　飛騨の人形に秘められた女の運命はいかに!!』（2000年、ABC・松竹）
- 『ザ・ハングマンII』（1982年、朝日放送・松竹芸能）
- 『西部警察 PART-II』（1982 - 1983年、石原プロモーション・テレビ朝日）
- 『西部警察 PART-III』（1983 - 1984年、石原プロモーション・テレビ朝日）
- 『京都マル秘指令 ザ新選組』（1984年、松竹・朝日放送）
- 『新ハングマン』（1983 - 1984年、朝日放送・松竹芸能）
- 『ザ・ハングマン4』（1984年、朝日放送・松竹芸能）
- 『ただいま絶好調!』（1985年、石原プロモーション・テレビ朝日）
- 『ザ・ハングマンV』（1986年、朝日放送・松竹芸能）
- 『女ふたり捜査官』（1986 - 1987年、朝日放送・テレパック）
- 『大都会25時』（1987年、テレビ朝日・東映）
- 『ザ・ハングマン6』（1987年、朝日放送・松竹芸能）
- 『ハングマンGOGO』（1987年、朝日放送・松竹芸能）
- 『新・部長刑事 アーバンポリス24』（朝日放送）
- 『代表取締役刑事』（1990 - 1991年、石原プロモーション・テレビ朝日）
- 『愛しの刑事』（1992 - 1993年、石原プロモーション・テレビ朝日）
- 『はだかの刑事』（1993年、日本テレビ・東映）
- 『水曜ミステリー9』
  - 『神楽坂署生活安全課 迷刑事エイジ&ロク』（2005年、テレビ東京・BSジャパン・ニューウエーヴ）

### テレビアニメ
- 『まんが世界昔ばなし』（1976年、TBS・ダックスインターナショナル）“おおのたけお”名義
- 『キャッツ・アイ（第1期）』（1984年、日本テレビ・東京ムービー新社）
- 『キャッツ・アイ（第2期）』（1984 - 1985年、日本テレビ・東京ムービー新社）
- 『名探偵コナン』（1998年 - 、読売テレビ・トムス・エンタテインメント）
- 『人形草紙あやつり左近』（2000年、WOWOW・ビクターエンタテインメント・トムス・エンタテインメント）

### 映画
- 『団鬼六 薔薇の肉体』（1978年、日活）